# Communauté de communes Terre d’Eau
Die Communauté de communes Terre d’Eau ist ein französischer Gemeindeverband mit der Rechtsform einer Communauté de communes im Département Vosges in der Region Grand Est. Sie wurde am 1. Januar 2017 gegründet und umfasst 45 Gemeinden. Der Verwaltungssitz befindet sich im Ort Bulgnéville.

## Historische Entwicklung
Der Gemeindeverband entstand mit Wirkung vom 1. Januar 2017 durch Fusion der Vorgängerorganisationen
- Communauté de communes de Bulgnéville entre Xaintois et Bassigny und
- Communauté de communes Terre d’Eau Vittel-Contrexéville

unter Zugang der Gemeinde Thuillières aus der ehemaligen Communauté de communes du Pays de Saône et Madon.

## Mitgliedsgemeinden
| Gemeinde                           | Einwohner 1. Januar 2022 | Fläche km² | Dichte Einw./km² | Code INSEE | Postleitzahl |
| ---------------------------------- | ------------------------ | ---------- | ---------------- | ---------- | ------------ |
| Aingeville                         | 61                       | 5,77       | 11               | 88003      | 88140        |
| Aulnois                            | 165                      | 4,44       | 37               | 88017      | 88300        |
| Auzainvilliers                     | 207                      | 8,25       | 25               | 88022      | 88140        |
| Bazoilles-et-Ménil                 | 115                      | 5,77       | 20               | 88043      | 88500        |
| Beaufremont                        | 88                       | 9,02       | 10               | 88045      | 88300        |
| Belmont-sur-Vair                   | 124                      | 6,17       | 20               | 88051      | 88800        |
| Bulgnéville                        | 1.523                    | 13,33      | 114              | 88079      | 88140        |
| Contrexéville                      | 2.932                    | 14,96      | 196              | 88114      | 88140        |
| Crainvilliers                      | 180                      | 10,45      | 17               | 88119      | 88140        |
| Dombrot-sur-Vair                   | 241                      | 9,04       | 27               | 88141      | 88170        |
| Domèvre-sous-Montfort              | 61                       | 3,28       | 19               | 88144      | 88500        |
| Domjulien                          | 177                      | 11,94      | 15               | 88146      | 88800        |
| Estrennes                          | 106                      | 5,99       | 18               | 88164      | 88500        |
| Gemmelaincourt                     | 126                      | 7,42       | 17               | 88194      | 88170        |
| Gendreville                        | 104                      | 8,08       | 13               | 88195      | 88140        |
| Hagnéville-et-Roncourt             | 81                       | 8,55       | 9                | 88227      | 88300        |
| Haréville                          | 470                      | 6,56       | 72               | 88231      | 88800        |
| Houécourt                          | 424                      | 9,91       | 43               | 88241      | 88170        |
| La Neuveville-sous-Montfort        | 182                      | 10,21      | 18               | 88325      | 88800        |
| La Vacheresse-et-la-Rouillie       | 128                      | 9,36       | 14               | 88485      | 88140        |
| Malaincourt                        | 80                       | 6,05       | 13               | 88283      | 88140        |
| Mandres-sur-Vair                   | 438                      | 11,93      | 37               | 88285      | 88800        |
| Médonville                         | 54                       | 7,27       | 7                | 88296      | 88140        |
| Monthureux-le-Sec                  | 174                      | 11,36      | 15               | 88309      | 88800        |
| Morville                           | 42                       | 3,41       | 12               | 88316      | 88140        |
| Norroy                             | 208                      | 7,22       | 29               | 88332      | 88800        |
| Offroicourt                        | 150                      | 9,33       | 16               | 88335      | 88500        |
| Parey-sous-Montfort                | 172                      | 7,04       | 24               | 88343      | 88800        |
| Remoncourt                         | 568                      | 14,52      | 39               | 88385      | 88800        |
| Rozerotte                          | 185                      | 6,46       | 29               | 88403      | 88500        |
| Saint-Ouen-lès-Parey               | 495                      | 21,09      | 23               | 88430      | 88140        |
| Saint-Remimont                     | 211                      | 4,60       | 46               | 88434      | 88800        |
| Sandaucourt                        | 174                      | 10,78      | 16               | 88440      | 88170        |
| Saulxures-lès-Bulgnéville          | 231                      | 9,54       | 24               | 88446      | 88140        |
| Sauville                           | 169                      | 14,38      | 12               | 88448      | 88140        |
| Suriauville                        | 200                      | 13,44      | 15               | 88461      | 88140        |
| They-sous-Montfort                 | 123                      | 10,21      | 12               | 88466      | 88800        |
| Thuillières                        | 111                      | 7,62       | 15               | 88472      | 88260        |
| Urville                            | 55                       | 4,02       | 14               | 88482      | 88140        |
| Valfroicourt                       | 229                      | 13,80      | 17               | 88488      | 88270        |
| Valleroy-le-Sec                    | 186                      | 5,87       | 32               | 88490      | 88800        |
| Vaudoncourt                        | 151                      | 5,67       | 27               | 88496      | 88140        |
| Vittel                             | 4.766                    | 24,13      | 198              | 88516      | 88800        |
| Viviers-lès-Offroicourt            | 27                       | 4,52       | 6                | 88518      | 88500        |
| Vrécourt                           | 349                      | 12,46      | 28               | 88524      | 88140        |
| Communauté de communes Terre d’Eau | 17.043                   | 415,22     | 41               | –          | –            |